# Звенигородка (річка)
Звенигородка — річка в Україні у Звенигородському районі Черкаської області. Ліва притока річки Гнилого Тікичу (басейн Південного Бугу).

## Опис
Довжина річки приблизно 10 км, найкоротша відстань між витоком і гирлом — 7,21 км, коефіцієнт звивистості річки — 1,39. Формується декількома струмками та загатами. На деяких ділянках річка пересихає.

## Розташування
Бере початок на східній стороні від села Хлипнівка. Тече переважно на південний захід через село Гудзівку (Поповий Ріг) і в місті Звенигородка впадає в річку Гнилий Тікич, ліву притоку річки Тікичу.

## Цікаві факти
- На річці існують водокачка, газгольдери та газові свердловини[5].